# John Thomson Ford
John Thomson Ford (16 avril 1829-14 mars 1894) est un administrateur de théâtre du XIXe siècle. Il est surtout connu pour avoir été le gérant du Ford's Theatre au moment de l'assassinat d'Abraham Lincoln.

## Assassinat d'Abraham Lincoln
Ford était le gérant du Ford's Theatre, qui connaissait un grand succès à l'époque de l'assassinat du président Lincoln. C'était un bon ami de l'assassin de Lincoln, John Wilkes Booth, un acteur bien connu. Ford attira sur lui-même des suspicions supplémentaires en se trouvant à Richmond, en Virginie, au moment de l'assassinat le 14 avril. Jusqu'au 2 avril 1865 en effet, Richmond avait été la capitale des Confédérés, qui venaient d'être défaits lors de la Guerre de Sécession, et qui était un haut lieu des complots contre Lincoln.